# Gundslev Kirke
Gundslev Kirke ligger enligt lidt vest for landsbyen Gundslev ca. 15 km N for Nykøbing Falster (Region Sjælland) og tæt ved Sydmotorvejen på Sekundærrute 293 (Stubbekøbingvej).

## Eksterne kilder og henvisninger
- Gundslev Kirke Arkiveret 31. januar 2011 hos  Wayback Machine på nordenskirker.dk
- Gundslev Kirke på KortTilKirken.dk
- Gundslev Kirke på danmarkskirker.natmus.dk (Danmarks Kirker, Nationalmuseet)

- Wikimedia Commons har flere filer relateret til Gundslev Kirke